# Terminal Marítimo de Passageiros da Taipa

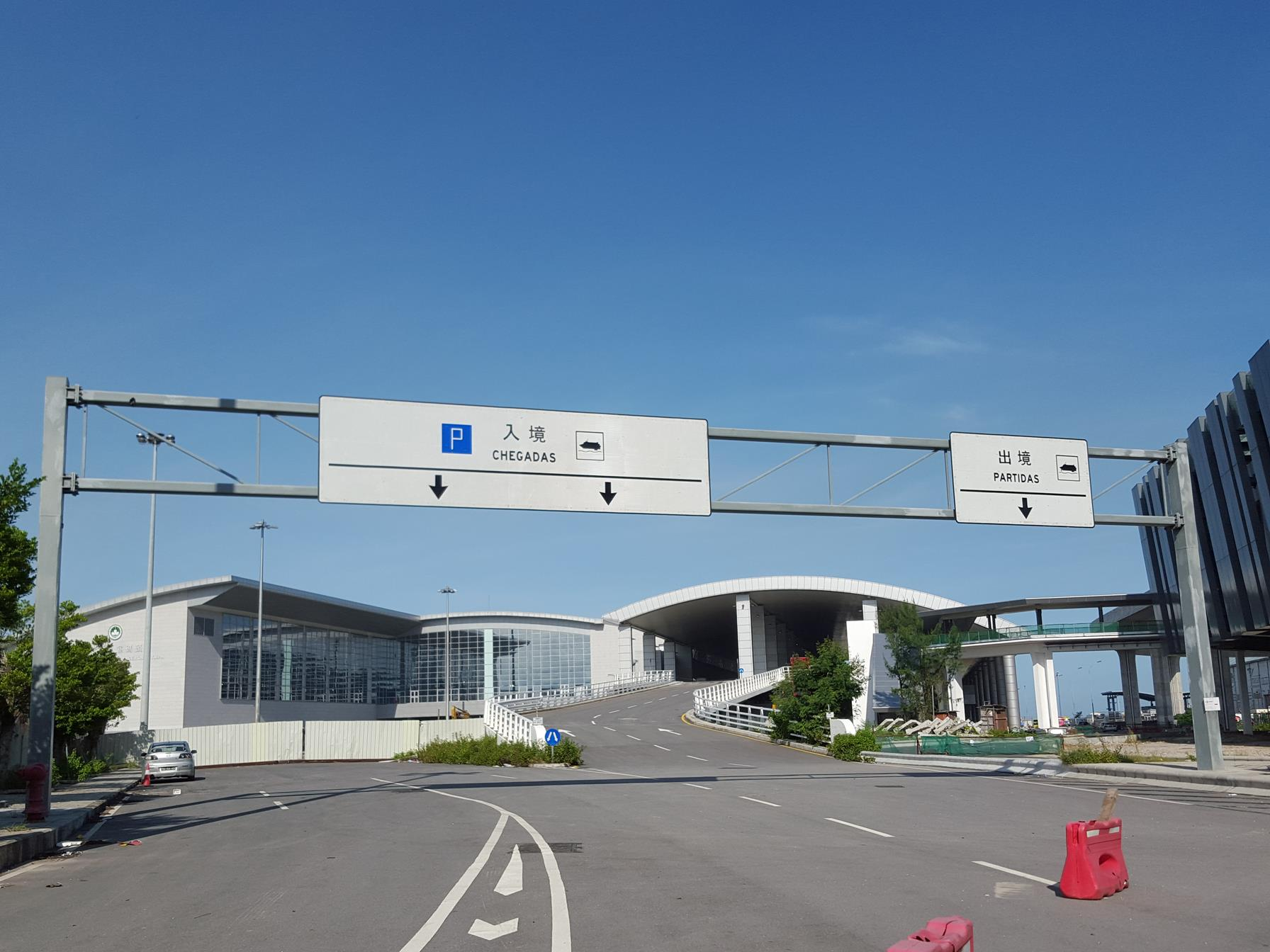
Terminal Marítimo de Passageiros da Taipa

Terminal Marítimo de Passageiros da Taipa (em chinês: 氹仔客運碼頭; em ingles: Taipa Passenger Ferry Terminal) es um terminal marítimo situado no Taipa, Região Administrativa Especial de Macau (RAEM). Hoje é apenas servida por Cotai Jet para serviços do Terminal Marítimo de Hong Kong-Macau em Sheung Wan, Hong Kong.

## Terminal Marítimo Provisório da Taipa
Terminal Marítimo Provisório da Taipa (em chinês: 氹仔臨時客運碼頭; em ingles: Taipa Temporary Ferry Terminal) tem dois berços para a hidrodinâmica e uma para os balsa, e serve como porta de entrada em Macau, com lá mesas de controle passaporte - separados em aqueles para os residentes de Macau, Visitantes (incluindo titulares de cartão identidade de Hong Kong e visitantes da China continental) e diplomatas. Há também um escritório de aplicações visto à chegada para aqueles que necessitam de visto para entrar em Macau, mas não aplicadas antes de chegar no terminal balsa. Depois disso, há uma verificação alfândega.
Há um posto de ônibus fora do cais, bem como um ponto de táxi. O cais está situado muito perto do Aeroporto Internacional de Macau - o terminal de carga pode ser visto como você a pé do cais para a zona chegadas.